# Монастирський Сунгур
Монастирський Сунгур (рос. Монастырский Сунгур) — село в Новоспаському районі Ульяновської області Російської Федерації.
Населення становить 2 особи. Входить до складу муніципального утворення Троїцькосунгурське сільське поселення.

## Історія
Від 2004 року входить до складу муніципального утворення Троїцькосунгурське сільське поселення.

## Населення
| 2010 |
| ---- |
| 2    |